# 紅巾特攻隊
《紅巾特攻隊》（韓語：빨간 마후라）為1964年韓國戰爭電影，於1964年3月27日上映，片長100分鐘，由申相玉執導，申氏電影公司出品、製作及發行，申榮均、崔銀姬、崔戊龍、朴　巖、南宮遠、李大燁、尹仁子主演，本片是導演申相玉最廣為人知的經典代表作，除了得到韓國空軍全力協助拍攝之外，在台灣上映期間亦曾經轟動一時，片中的主題曲更是唱得街知巷聞，空戰場面拍攝得非常華麗，片末韓國空軍駕駛F-86軍刀戰鬥機與朝鮮空軍的米格-15戰鬥機作戰場面更成為經典。

## 劇情
故事講述1952年韓戰期間，韓國空軍不少飛行員也壯烈犧牲了，羅冠中少校是眾多飛行員當中最勇敢的一個，每次作戰總是簡單地戰鬥，戰鬥結束後就很輕鬆地與戰友們喝酒，羅冠中的同僚盧道宣和女友智善舉行了婚禮，但是不久後戰死了，而羅冠中發現自己愛上了智善，在戰爭中照顧死去同僚的妻子比倫理上的道德問題更現實，但似乎一切都改變了，包括愛情觀，但羅冠中仍然依舊地執行任務，某日，上級委任了一項非常危險的炸毁敵方補給大橋任務給羅冠中和他的戰友們，但這一次，羅冠中不能再像以前一樣這麼簡單地完成任務了，他們跟朝鮮空軍作戰期間，羅冠中的座機不慎被擊中，他在負傷之下連同座機一併衝向敵方的補給大橋，最終成功炸毀了大橋，替部隊完成了任務，但是羅冠中就壯烈犧牲了。
回到基地後，中隊長拿出羅冠中的遺書給他的戰友們看，戰友們也哭著地唸羅冠中的遺書，此時，羅冠中的母親也拿著啤酒去到空軍基地探望兒子，後來得知兒子戰死後，更深明大義地將原來送給兒子的啤酒分給他的戰友們喝，並拿出羅冠中的遺物－繫在每個飛行員頸上的紅巾，希妍亦在這個時候來到空軍基地，後來得知羅冠中戰死後，緊緊地握着紅巾痛哭。
戰爭結束後，所有飛行員也成家立室，片末韓國空軍以噴射飛行儀式來紀念韓戰中陣亡的飛行員。

## 演員陣容
| 角色名稱 | 演員   | 備註                                 |
| -------- | ------ | ------------------------------------ |
| 羅冠中   | 申榮均 | 空軍少校                             |
| 智 善    | 崔銀姬 | 盧道宣之妻，後為裴大峰之妻，陪酒女郎 |
| 裴大峰   | 崔戊龍 | 空軍上尉                             |
| 彭雲大   | 朴 巖  | 空軍中校，中隊長                     |
| 盧道宣   | 南宮遠 | 空軍上尉                             |
| 都 燦    | 李大燁 | 空軍中尉                             |
| 劉希妍   | 尹仁子 | 陪酒女郎                             |

## 獎項

### 獲獎
- 第4屆大鐘獎（1965年）[7]

- 「最佳女配角獎」：尹仁子
- 「最佳攝影獎」：金琮來

- 第2屆青龍電影獎（1964年）[8]

- 「最佳男配角獎」：崔戊龍
- 「最佳劇本獎」：金剛潤
- 「最佳攝影獎（彩色）」：金琮來
- 「技術獎」：梁聖蘭（剪接）

- 第11屆亞洲影展（1964年）[9]

- 「最佳導演獎」：申相玉
- 「最佳男主角獎」：申榮均
- 「最佳剪接獎」：梁聖蘭

## 重拍
2011年，韓國將此片重拍，名為《R2B:獵鷹行動》，在2012年8月上映；電影由金東元執導，由Rain、申世炅、劉俊相、金聖洙及李荷娜等人主演。

## 外部連結
- 互联网电影数据库（IMDb）上《紅巾特攻隊》的资料（英文）
- 韩国电影数据库（KMDb）上《紅巾特攻隊》的資料
- Youtube - 紅巾特攻隊電影主題曲音樂錄像帶 （页面存档备份，存于）